# Ткач Юрій Костянтинович
Ю́рій Костянти́нович Ткач (нар. 9 листопада 1983, Дніпропетровськ) — український комік, телеактор. Відомий ролями у ситкомах «Країна У» та «Одного разу під Полтавою». Учасник телевізійних шоу «Танці з зірками», «Ліга сміху» та «Ігри приколів». Також він є капітаном шоу «Я люблю Україну» на телеканалі «ТЕТ».

## Біографія
Навчався у Металургійній академії. Там він з друзями організував команду КВК «Збірна Дніпропетровська». Капітаном команди був Ігор Ласточкін. Збірна стала бронзовим призером Вищої української ліги 2009 року та срібним призером Вищої ліги КВК 2013 року.
У 2013 році «Студія Квартал-95» запросила Юрія Ткача на знімання ситкому «Країна У». Там він виконав роль Юрчика, чоловіка Яринки (Ірина Сопонару). У 2014 році почали знімати спіноф «Країни У» — «Одного разу під Полтавою», де Юрчик та Яринка є головними героями. Цього ж року розпочались нові знімання ситкому «Казки У». Тут Юрій Ткач виконує роль Івана Царевича.
У 2017 році брав участь у четвертому сезоні телепроєкту «Танці з зірками». Тут він танцював у парі з Ілоною Гвоздьовою та протримався у шоу сім ефірів.
У 2018 році у четвертому сезоні «Ліги сміху» став суддею.
У 2019 році став членом журі шоу «Розсміши коміка. Діти» замість Володимира Зеленського, який на той час балотувався в Президенти України.
У 2020 році Ткач взяв участь у шоу «Маскарад».
У 2021 році Ткач взяв участь у шоу «Ліпсінк батл», де парадував відомого корейського співака Psy з піснею «Gangnam Style».
У 2024 році був ведучим ранкового шоу «Прокидайся» на телеканалі Ми — Україна+.

## Особисте життя
У нього є дружина Вікторія і дочка Ліза.

## Фільмографія
| Рік        |    | Українська назва         | Оригінальна назва | Роль                                |
| ---------- | -- | ------------------------ | ----------------- | ----------------------------------- |
| 2013—2016  | с  | Країна У                 |                   | Юрчик                               |
| 2014—2023  | с  | Одного разу під Полтавою |                   | Юрчик                               |
| 2014—2017  | с  | Казки У                  | Сказки У          | Іван Царевич                        |
| 2017       | мф | Коко                     | Coco              | Музика Маріачі (дубляж українською) |
| 2018       | ф  | Я, ти, він, вона         | Я, ты, он, она    | друг Макса                          |
| 2022—т. ч. | с  | Бункер                   |                   | Закадровий голос                    |